# Диас, Франсиско Рамон
Франси́ско Рамо́н Ди́ас Села́йя (исп. Francisco Ramón Díaz Zelaya; 6 октября 1896, Охохона — 26 июля 1977, Тегусигальпа) — гондурасский композитор, дирижёр и музыкальный педагог.

## Биография
Сын политика Хосе Марии Селайи Айеса и Тринидад Диас Асейтуно. Ученик Мануэля де Адалид-и-Гамеро и Карлоса Хартлинга. На протяжении более чем 20 лет возглавлял духовой оркестр Вооружённых сил Гондураса и Национальный симфонический оркестр. Основал первый в стране музыкальный журнал «Musical». В 1936 году основал и вплоть до 1976 года возглавлял Национальную вокальную школу, в дальнейшем преобразованную в Национальную консерваторию Гондураса), которая теперь носит его имя.
Автор более чем 700 сочинений, в том числе четырёх симфоний, многочисленных маршей, вальсов, хоровой и вокальной музыки. 